# Coldspring (Nueva York)
Coldspring es un pueblo ubicado en el condado de Cattaraugus en el estado estadounidense de Nueva York. En el año 2000 tenía una población de 751 habitantes y una densidad poblacional de 5.6 personas por km².

## Demografía
Según la Oficina del Censo en 2000 los ingresos medios por hogar en la localidad eran de $31,063, y los ingresos medios por familia eran $35,938. Los hombres tenían unos ingresos medios de $29,479 frente a los $16,458 para las mujeres. La renta per cápita para la localidad era de $14,568. Alrededor del 15.0% de la población estaban por debajo del umbral de pobreza.